# 4º Reggimento carri
Il 4º Reggimento carri è un'unità dell'Esercito Italiano, è inquadrato nella Brigata bersaglieri "Garibaldi".

## Nella seconda guerra mondiale
Il 4º Reggimento Fanteria Carrista si costituisce a Roma il 1º settembre 1936 con il II Battaglione Cr. di rottura "Alessi" (poi denominato carri Medi) e l'VIII Battaglione carri d'assalto "Bettoia" (poi denominato carri Leggeri) entrambi dislocati nella Capitale; IX Battaglione "Guadagni" di nuova formazione, a Bari; X Battaglione "Menzinger" di nuova formazione, ad Agnano prima e poi a Caserta; XII Battaglione "Cangialosi" di nuova formazione, a Palermo. Entra, temporaneamente, nella nuova unità anche il V Battaglione "Suarez" rientrato dalla Cirenaica. Il 15 luglio 1937 il II Battaglione venne assegnato al 31º Reggimento fanteria carrista. Nel 1937 vennero costituiti i battaglioni carri L: XX (il 5 giugno) e XXI (il l° ottobre) inviati in ottobre in Africa Settentrionale. Un movimento di unità avvenne ancora il 30 novembre 1938 allorché il V Battaglione carri M passò al 32º Reggimento fanteria carrista e la compagnia carri L della Sardegna venne posta alle dipendenze del 4º Reggimento.
Il 30 marzo 1939 i battaglioni VIII e X furono trasferiti in Albania, dove furono inquadrati nel mese di maggio nel 31º Reggimento fanteria carristi, e sostituiti dapprima dall'VIII Battaglione bis e dal distaccamento del X Battaglione, assorbiti poi il l° maggio successivo rispettivamente dal CCCXI e CCCXII Battaglione carri M giunti dal 31°. Nel corso dello stesso 1939 il IX Battaglione carri L venne trasferito al XXII C.A. in Cirenaica. Nel 1940 il Battaglione carri della Sardegna diviene XIII Battaglione Cr. L, il 30 marzo il CCCXII Battaglione passa alle dipendenze del Deposito Misto Truppe dell'Egeo ed ivi è trasferito nel mese di settembre, il l° aprile il CCCXI battaglione venne soppresso per costituire l'VIII Battaglione carri L.
L'11 giugno 1940, giorno successivo l'ingresso in guerra dell'Italia, il comando del 4º Reggimento fanteria carrista e la Compagnia comando reggimentale, mobilitati, furono inviati in Africa Settentrionale ove incorporarono i battaglioni I e II carri M11/39 già del 32º Reggimento fanteria carrista, sbarcando a Bengasi l'8 luglio, iniziando subito il trasferimento verso il confine libico-egiziano, ove erano attestate truppe britanniche. Nel corso delle operazioni il Reggimento aveva alle proprie dipendenze anche il LXIII Battaglione carri L. Dal 7 luglio il reparto alla sede assume la denominazione di "Comando Truppe al Deposito 4º Reggimento Carrista". Il 5 agosto avvenne il battesimo del fuoco in località Sidi Azeiz dove il reggimento si scontrò con reparti nemici che mise in fuga. Dopo avere raggiunto la nuova dislocazione, il 13 settembre varcò il confine con un battaglione carri L e due battaglioni carri M11, alla testa della 1ª Divisione libica riuscendo, dopo avere combattuto quattro giorni, ad occupare la località di Sidi el Barrani, azione questa che segnò la prima vittoria italiana in Marmarica. Nei successivi mesi i reparti alternarono periodi di riorganizzazione ad azioni difensive.
Il 5 novembre, il II battaglione, in appoggio alla 2ª Divisione libica, impegnò ad Alam el Quatrana forze corazzate avversarie che avevano circondato truppe italiane a piedi; il 19 novembre il I battaglione corse in aiuto, di truppe motorizzate cadute in un agguato ad Alam Abu Hileiuat; il II battaglione il 9 dicembre si sacrificò contro l’attacco di preponderanti forze nemiche sul caposaldo Maletti, a Sidi Barrani.
Quando l'offensiva britannica si sviluppò in pieno i reparti carri erano già decimati, ma le rimanenti unità, ancora una volta, fecero barriera all’incalzare del nemico al bivio di El Adem, sulla rotabile per Tobruch dove, nella notte sul 20 gennaio, dopo una intensa preparazione aerea e di artiglieria, l’avversario scatenò un furioso attacco.
Il 21 gennaio 1941, durante la difesa di Tobruk e dopo che i suoi carri, privi di carburante, sono trasformati in centri di fuoco fissi, il Reggimento merita la massima ricompensa al V.M. alla Bandiera venendo subito dopo sciolto. Durante questa battaglia per evitare che la Bandiera di Guerra venga catturata dal nemico, si decide di bruciarla. Pochi suoi frammenti vengono conservati da alcuni membri del reparto ed ora sono gelosamente custoditi presso la sede del Reggimento.
Presso il Deposito in Roma continuò l’opera di organizzazione e di preparazione di nuovi reparti, che, imbarcatisi il 17 maggio 1941 a Napoli, non raggiunsero la Libia a causa del siluramento avvenuto la sera del 24 maggio al largo di Siracusa del piroscafo Conte Rosso.
Tra il 10 luglio 1940 ed il 21 gennaio 1941 il 4º Reggimento Carri ebbe 15 ufficiali caduti e 14 feriti su un totale di 34, e 148 sottufficiali e soldati caduti e 244 feriti su un totale di 538.
Il Reggimento continuò sino alla data dell'armistizio l'attività di approntamento dei reparti carristi. L'8 settembre 1943, in seguito agli avvenimenti determinati dall'armistizio, dopo aver valorosamente partecipato alla difesa della Capitale, il 4º Reggimento venne sciolto e la bandiera di guerra messa in salvo dal Sottotenente Raffaello Parri, Alfiere del reggimento, che la custodì presso la propria abitazione di piazza Bologna, fino alla liberazione della Capitale. Il 10 ottobre 1953 la bandiera del 4° Carristi venne decorata di Medaglia d'oro al valor militare.

## La ricostruzione
Il 1º gennaio 1953 il comando del 4º Reggimento Carristi è ricostituito in Roma ed assegnato alla Divisione corazzata "Pozzuolo del Friuli" formata alla stessa data. Nel mese successivo inquadra i Battaglioni Carri I, II (l° febbraio) e III (15 febbraio) tutti di nuova formazione ed equipaggiati con carri M26 Pershing. 

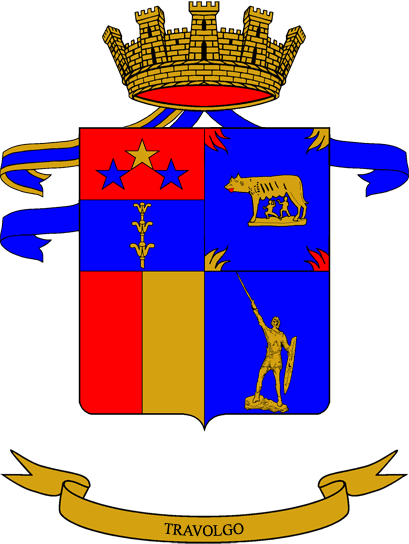
Stemma araldico del 20º Battaglione "M.O. Pentimalli"

Con la riorganizzazione del 1958 che prevedeva alla fine dell'anno lo scioglimento della Divisione, per la riduzione delle divisioni corazzate da tre a due, il 1º maggio il 4º reggimento carristi è passato alle dipendenze della Divisione fanteria motorizzata "Legnano" prendendo sede a Legnano e in aderenza agli standard NATO, che prevedevano per ogni Divisione di fanteria motorizzata o meccanizzata la presenza di un raggruppamento corazzato, a composizione mista meccanizzata-corazzata, sul finire degli anni cinquanta vennero costituiti dei Reggimenti corazzati da assegnare uno per ogni Divisione di fanteria e il reggimento venne così riconfigurato, ricevendo a fine aprile dal 1º Reggimento bersaglieri, il VII Battaglione bersaglieri che cambiò subito numerico in IX Battaglione bersaglieri ed il l° maggio, mutati i compiti operativi, il reggimento venne ridenominato 4º Reggimento fanteria corazzato e cedette il I ed il III Battaglione carri al 1º Reggimento bersaglieri che assunse la denominazione di 1º Reggimento bersaglieri corazzato. Nella sua nuova configurazione il Reggimento era così costituito: comando e compagnia comando di Reggimento, XX Battaglione carri, equipaggiato con carri M47 Patton, IX Battaglione bersaglieri e compagnia bersaglieri controcarri. Dal 24 maggio 1961 il IX Battaglione Bersaglieri assunse il numerico di II Battaglione bersaglieri, equipaggiato con VTT M113.
A seguito della ristrutturazione dell'Esercito, il 29 ottobre 1975 il 4º Reggimento fanteria corazzato venne sciolto; le tradizioni reggimentali vennero affidate al XX Battaglione carri che dal 30 ottobre divenne autonomo prendendo il nome di 20º Battaglione carri "M.O. PentimaIli", equipaggiato con carri Leopard 1A2; alla nuova unità formata su comando, compagnia comando e servizi, tre compagnie carri, con decreto 12 novembre 1976 venne assegnata la Bandiera del 4º Reggimento. Il Battaglione venne a sua volta soppresso il 30 gennaio 1991 e la sua Bandiera di combattimento affidata al Vittoriano a Roma che l'avrebbe custodirà fino al 18 settembre 1992, data alla quale il 4º Reggimento venne ricostituito a Ozzano Emilia.
Nell'ambito del riordinamento della Forza Armata, il l° settembre 1993 venne ricostituito a Civitavecchia (Roma) il 4º Reggimento carri nel quale venne inquadrato il 6º Battaglione carri "M.O. Scapuzzi" e nello stesso giorno il 4º Reggimento carri di Ozzano Emilia, formato il 18 settembre 1992, in ambito Brigata meccanizzata "Friuli", viene trasformato in 33º Reggimento carri.
Il 9 ottobre 1995 il Reggimento viene trasferito nella sede di Bellinzago Novarese ed entra a far parte della Brigata meccanizzata "Centauro". Il 3 ottobre 1999, nel quadro del passaggio della Specialità Carrista dall'arma della Fanteria a quella della Cavalleria, la Bandiera di Guerra viene sostituita dallo Stendardo.
Dal 1º gennaio 2002 il Reggimento, a seguito dello scioglimento della Brigata "Centauro", viene inquadrato nella Brigata corazzata "Ariete". Con la revisione dello strumento militare nazionale, l'11 luglio 2013 viene trasferito nella sede di Persano, in provincia di Salerno, passando alle dipendenze della Brigata bersaglieri "Garibaldi" di Caserta.

## Operazioni all'estero

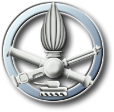
Fregio della Cavalleria specialità Carristi dell'Esercito Italiano

## Onorificenze

### Decorati
Sergente Umberto Dianda: Africa Settentrionale, 19 novembre 1940
Sottotenente Vincenzo Fioritto: Roma, 10 settembre 1943
Tenente Marcello Floriani: Africa Settentrionale, gennaio 1941
Tenente Giuseppe Locatelli: Africa Settentrionale, 19 novembre 1940
Sergente Maggiore Pietro Mittica: Africa Settentrionale, gennaio 1941
Sottotenente Leo Todeschini: Africa Settentrionale, 19 novembre 1940

## Stemma
Lo stemma del reggimento è stato concesso con DPR del 27 novembre 1992.
Corona turrita.
Ornamenti esteriori: lista bifida: d'oro, svolazzante, collocata sotto la punta dello scudo, incurvata con la concavità rivolta verso l'alto, riportante il motto: "TRAVOLGO".»
La prima partizione con smalto azzurro, simbolo di amor di Patria e lealtà,
ricorda con il silfio di Cirenaica il sacrificio dei carristi del 4º Reggimento in Africa Settentrionale, ove meritarono complessivamente una M.O.V.M. e due M.B.V.M.
La seconda partizione comprende in alto il simbolo di Roma, città dove il
reggimento si è costituito nel 1936; nella parte inferiore è riportata l'arme di Udine: il castello è rappresentativo anche della Brigata meccanizzata "Friuli", grande
unità nella quale era inquadrato il 4º reggimento cr. all'epoca della concessione dello stemma. Il capo d'oro simboleggia la medaglia d'oro, massima ricompensa al valor militare concessa alla Bandiera del reggimento.

## Festa del reggimento
- La festa del reggimento si svolge il 21 gennaio, anniversario del combattimento di Tobruk (1941).